# Manx Airlines
Manx Airlines was de naam van twee luchtvaartmaatschappijen, die opereerden vanop de luchthaven Ronaldsway Airport op het eiland Man.

## Manx Airlines (1947-1958)
De eerste werd opgericht in 1947 als "Manx Air Charters", maar ging in 1948 reeds failliet. Ze werd enkele jaren later opnieuw gevormd en begon in 1953 als Manx Airlines te vliegen. In 1955 vervoerde ze 20.182 passagiers; de vloot bestond toen uit twee Dakota's en drie de Havilland Rapide. In 1956 vervoerde ze 23.784 passagiers. Dat jaar werd de maatschappij overgenomen door de British Aviation Services Group, waartoe ook Silver City Airways behoorde. In 1958 ging Manx Airways op in de nieuwe Northern Division van Silver City Airways, waardoor de naam Manx Airlines verdween.

## Manx Airlines (1982-2002)

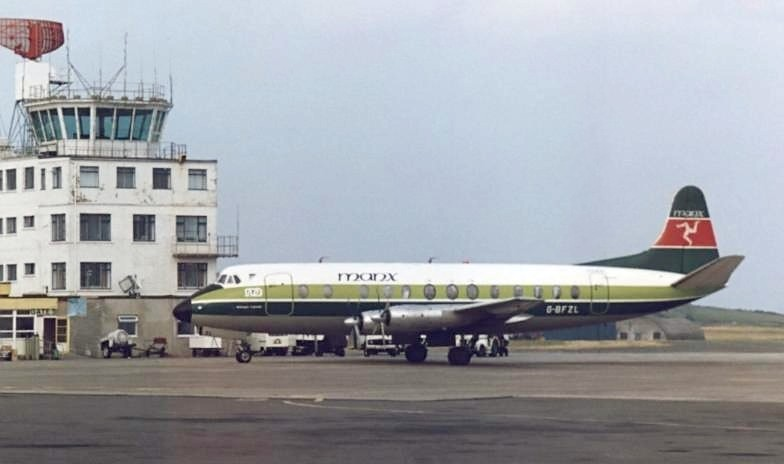
Vickers Viscount van Manx Airlines op Ronaldsway Airport

De "nieuwe" Manx Airlines ontstond in 1982 en was een joint venture van British Midland Airways (BMA) en British & Commonwealth, de moedermaatschappij van AirUK. BMA had 75% van de aandelen. Voorzitter van de raad van bestuur was Mike Bishop, tevens voorzitter van BMA. De maatschappij nam een aantal routes van BMA en AirUK over en begon te vliegen in november 1982. De vloot bestond bij het begin uit twee Fokker F27, een Vickers Viscount, een Short 330 en een Piper Navajo Chieftain.
In 1987 kwam het eerste straalvliegtuig in dienst, een BAe 146 die op de route van Man naar Londen Heahtrow werd ingezet.
In 1988 werd Manx Airlines voor 100% eigendom van Airlines of Britain Holdings, de holding boven British Midland Airways.
In 1991 werd een dochtermaatschappij opgericht, Manx Airlines (Europe) met basis in Manchester. In 1995 werd deze een franchise van  British Airways; ze vliegt van dan af onder de naam British Airways Express en in de kleuren van British Airways.

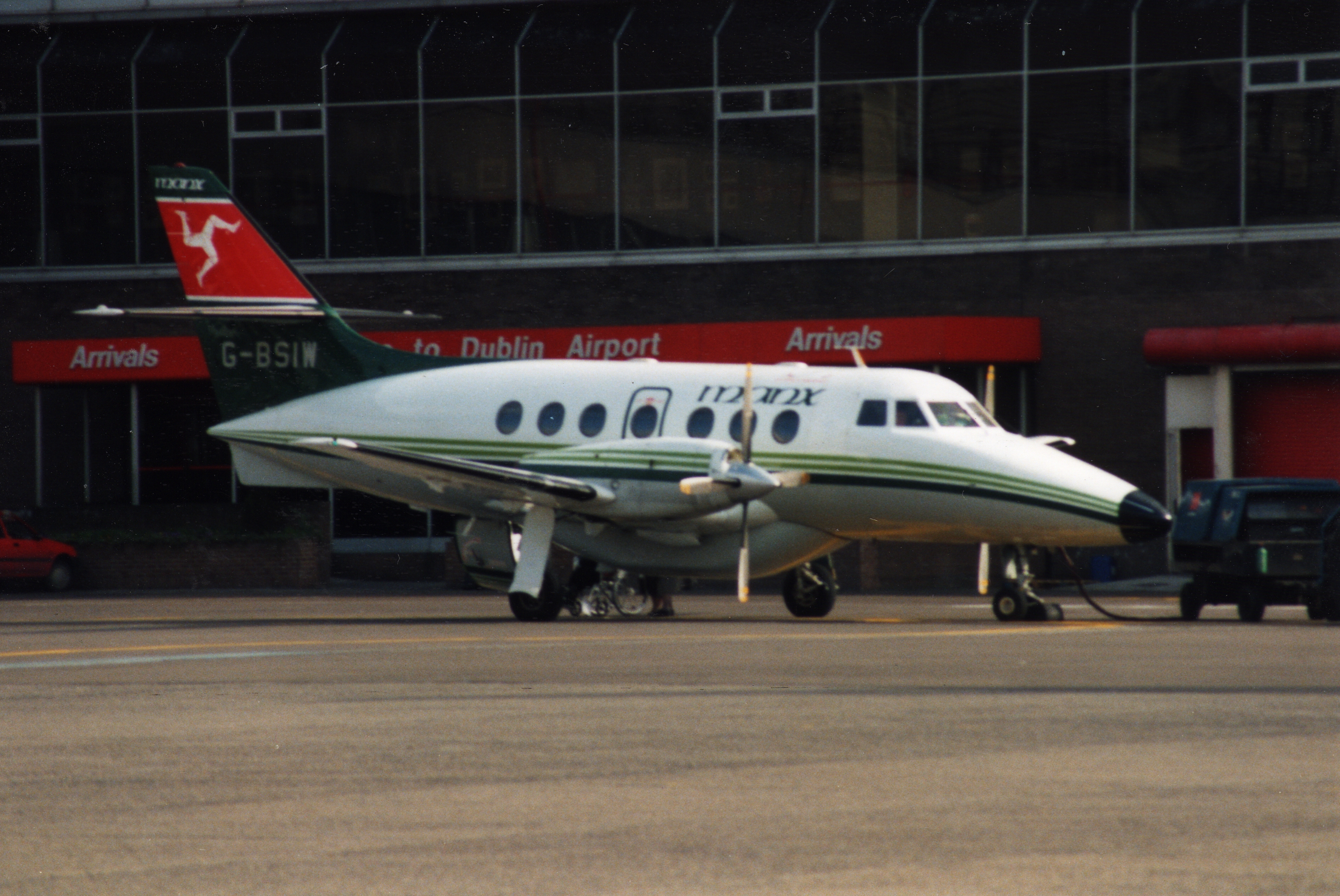
BAe Jetstream 31 van Manx Airlines op Dublin Airport in 1993

In 1996 veranderde de naam van Manx Airlines (Europe) in British Regional Airlines. Manx Airlines en British Regional Airlines behoorden samen tot de BRAL-groep. De vloot van Manx Airlines bestaat dan uitsluitend uit vliegtuigen van British Aerospace: BAe Jetstream 31 en 41, BAe 146 en BAe ATP. In totaal zouden er 17 exemplaren van de ATP bij Manx Airlines vliegen, waarmee het een van de belangrijkste gebruikers van dit type werd.
In 1995 bestelde Manx Airlines als eerste Britse maatschappij de Embraer ERJ 145 regional jet, die in augustus 1997 in dienst kwam bij British Regional Airlines, in British Airways-kleuren.
In 1998 werd BRAL een beursgenoteerde vennootschap.
In 2001 wordt de groep overgekocht door British Airways. Een daaropvolgende reorganisatie binnen British Airways leidde tot de vorming van British Airways CitiExpress, dat een samensmelting is van British Regional Airlines, Manx Airlines en Brymon Airways. Door deze operatie verdween Manx Airlines; de laatste vlucht van de maatschappij vond plaats op 31 augustus 2002.

## Codes
van Manx Airlines (1982-2002):
- IATA: JE
- ICAO: MNX